# كاتيايانا
كاتيايانا (بالهندية: कात्यायन) هو كاهن فيدي وعالم في نحو اللغة السنسكريتية ورياضياتي عاش في الهند القديمة حدود القرن الثالث قبل الميلاد. كان نحويًا في المقام الأول، لكنه اهتم أيضًا بالرياضيات، وتوسَّع في دراسة نظرية فيثاغورس.